# Varenne (metropolitana di Parigi)
Varenne è una stazione della linea 13 della metropolitana di Parigi.

## La stazione
La stazione è stata inaugurata nel 1923 e serviva la linea 10.
Il nome della stazione non è a memoria della fuga del re Luigi XVI, arrestato nella città di Varenne, ma dal nome della località detta Varenne (o Garenne) che apparteneva all'abbazia di Saint-Germain-des-Prés.
La rue de Varenne, della quale una delle estremità si trova al disopra della stazione, è uno dei poli del potere politico francese dopo che la presidenza del Consiglio si è stabilita all'Hôtel Matignon nel gennaio 1935. Altri ministeri hanno la loro sede presso gli altri hôtel particulier presenti nel quartiere.
Durante la seconda guerra mondiale, la stazione venne chiusa in quanto il Governo venne trasferito a Vichy, e gli hôtels particuliers deserti non avevano necessità della stazione.
La stazione ha tre binari passanti e due banchine.

## Incidenti
Domenica 29 luglio 2007, l'impianto frenante di un treno della linea 13 si incendiò, poco prima delle nove del mattino, fra le stazioni di Invalides e Varenne. L'incendio venne rapidamente domato ma i fumi sprigionatisi provocarono 35 intossicati, di cui 15 in modo serio e fra essi una donna in stato di gravidanza.

## Interscambi
- Bus RATP - 69